# Немачка на Летњим олимпијским играма 1900.
Немачка је учествовала на Летњим олимпијским играма одржаним 1900. године у Паризу, под именом Немачко царство.
Из Немачке је на овим олимпијским играма учествовало укупно 78 такмичара, у 9 спортова у 26 дисциплина. Сви такмичари су били мушкарци. Немци су били седма најуспешнија нација са 8 освојених медаља 4 златних 2 сребрних и 2 бронзане медаље.
Спортисти Немачке по дисциплинама:
| Спорт      | Мушкарци | Жене | Укупно |
| ---------- | -------- | ---- | ------ |
| Атлетика   | 6        | 0    | 6      |
| Бициклизам | 3        | 0    | 3      |
| Гимнастика | 14       | 0    | 14     |
| Једрење    | 5        | 0    | 5      |
| Мачевање   | 2        | 0    | 2      |
| Пливање    | 5        | 0    | 5      |
| Рагби      | 15       | 0    | 15     |
| Ватерполо  | 7        | 0    | 7      |
| Веслање    | 21       | 0    | 21     |
| Укупно (9) | 78       | 0    | 78     |

## Освајачи медаља
Златне медаље нису додељиване на Играма 1900. Сребрна медаља добијала се за прво место, а бронзана за друго. Међународни олимпијски комитет је ретроактивно доделио златну, сребрну и две бронзане медаље на учеснике који су освојили 1., 2., и 3. место, односно, како би се такмичари на раним Олимпијским играма ускладили са тренутним наградама.

### Злато
- Ернст Хопенберг - пливање, 200 метара леђно
- Ернст Хопенберг, Макс Хајнле, Јулиус Фреј, Макс Шене, Херберт фон Петерсдорф — пливање 200 метара екипно
- Густав Гослер, Оскар Гослер, Валтер Каценштајн, Валдемар Титгенс, Карл Гослер (корм) — веслање четверац са кормиларом
- Георг Науе, Хајнрих Петерс, Отокар Вајзе, Паул Визнер — једрење, класа 1-2 тоне

### Сребро
- Мушки рагби тим
- Георг Науе, Хајнрих Петерс, Отокар Вајзе, Паул Визнер — једрење, Отворена класа

### Бронза
- Вилхелм Карстенс, Јулијус Кернер, Адолф Мелер, Хуго Ристер, Макс Амерман (корм) — веслање, четверац са кормиларом А финале
- Ернст Феле, Ото Фикајзен, Карл Леле, Херман Вилккер, Франц Креверат (корм) — веслање, четверац са кормиларом Б финале

## Резултати по дисциплинама

### Атлетика
Немачка је на такмичењу у атлетици имала 6 мушких такмичара у 9 дисциплина, који нису освојили ниједну медаљу.
| Такмичар         | Дисциплина         | Предтакмичење     | Предтакмичење | Полуфинале       | Полуфинале       | Финале           | Финале           |
| Такмичар         | Дисциплина         | Результат         | Место         | Результат        | Место            | Результат        | Место            |
| ---------------- | ------------------ | ----------------- | ------------- | ---------------- | ---------------- | ---------------- | ---------------- |
| Курт Дери        | 100 метара         | 1. јард заостатка | 2 у 4. групи  | Није завршио     | Није завршио     | Није се пласирао | Није се пласирао |
| Јулиус Кејл      | 100 метара         | непознат          | 4 у 3. групи  | Није се пласирао | Није се пласирао | Није се пласирао | Није се пласирао |
| Алберт Веркмилер | 200 метара         |                   |               | непознат         | 4 у 2. групи     | Није се пласирао | Није се пласирао |
| Густав Рау       | 200 м препоне      |                   |               | непознат         | 5 у 1. групи     | Није се пласирао | Није се пласирао |
| Франц Дуне       | 2.500 м препреке   |                   |               |                  |                  | непознат         | 6                |
| Франц Дуне       | 4.000 м препреке   |                   |               |                  |                  | непознат         | 6                |
| Валдемар Штефен  | скок удаљ          | 6,30              | 8 у групи     |                  |                  | Није се пласирао | Није се пласирао |
| Валдемар Штефен  | троскок            |                   |               |                  |                  | непознат         | 7-13             |
| Валдемар Штефен  | скок увис          |                   |               |                  |                  | 1,70             | 4-6              |
| Валдемар Штефен  | троскок без залета |                   |               |                  |                  | непознат         | 5-10             |

### Бициклизам
| Бициклиоста | Дисциплина | 1. коло  | 1. коло    | Четвртфинале     | Четвртфинале     | Полуфинале       | Полуфинале       | Финале           | Финале           |
| Бициклиоста | Дисциплина | Резултат | Место      | Резултат         | Место            | Резултат         | Место            | Резултат         | Место            |
| ----------- | ---------- | -------- | ---------- | ---------------- | ---------------- | ---------------- | ---------------- | ---------------- | ---------------- |
| Карл Дуил   | Спринт     | 1:35,4   | 1. у гр. 8 | непознат         | 2. ЧФ. 2         | Није се пласирао | Није се пласирао | Није се пласирао | Није се пласирао |
| Паул Готрон | Спринт     | 1:32,4   | 1 у гр. 3  | непознат         | 2. ЧФ. 9         | Није се пласирао | Није се пласирао | Није се пласирао | Није се пласирао |
| Дрешер      | Спринт     | непознат | 4-8 гр.5   | Није се пласирао | Није се пласирао | Није се пласирао | Није се пласирао | Није се пласирао | Није се пласирао |

### Гимнастика
У току такмичења гимнастичари су учествовали у 16 вежби, од којих су се многе имале по два такмичења исте дисциплине. У свакој вежби се могло освојити по 20 поена, што је укупно дало највише 320 бодова. Поред гимнастичких вежби, такмичење је укључило и нека атлетска такмичења и дизање тегова.
У овом такмичење Немачка је учествовала са 14 гимнастичара који нису освојили медаљу.
| Дисциплина | Гимнастичар          | Резултат     | Место        |
| ---------- | -------------------- | ------------ | ------------ |
| Вишебој    | Hugo Peitsch         | 252          | 29           |
| Вишебој    | Еуген Фирстенбергер  | 240          | 53           |
| Вишебој    | Рихард Гензеровски   | 238          | 54-55        |
| Вишебој    | Ретонг               | 234          | 59           |
| Вишебој    | Карл Виганд          | 224          | 71           |
| Вишебој    | Фриц Мантојфел       | 223          | 72           |
| Вишебој    | Франц Абе            | 219          | 77-78        |
| Вишебој    | Фриц Данер           | 216          | 79-83        |
| Вишебој    | Ервин Вили Курц      | 216          | 79-83        |
| Вишебој    | Фриц Зауер           | 214          | 84           |
| Вишебој    | Густав Феликс Флатов | 204          | 102—104      |
| Вишебој    | Нунингер             | 199          | 107          |
| Вишебој    | Адолф Танерт         | 180          | 118-119      |
| Вишебој    | Оскар Нојман         | Није завршио | Није завршио |

### Једрење
Представници Немачке су учествовали са 5 једриличара. Четворица од њих су били успешни, јер су освојили 2 медаље. Они су добили сребрну медаљу на отворену класа и злато у класо 1-2 тона, али је дисквалификован од ½ -1 тона класе за вишак килограма, које је имала њихова једрилица.
| Дисциплина     | Једриличари                                           | Време            | Пласман |
| -------------- | ----------------------------------------------------- | ---------------- | ------- |
| класа ½-1 тене | Георг Науе Хајнрих Петерс Отокар Вајзе Артур Бломфелд | Дисквалификовани | —       |
| Класа 1-2 тоне | Георг Науе Хајнрих Петерс Отокар Вајзе Паул Визнер    | 3:09:19          | 1       |
| Отворена класа | Георг Науе Хајнрих Петерс Отокар Вајзе Паул Визнер    | 3:09:19          | 2       |

Постоје неслагања око учешћа Артур Бломфелд уместо Паула Ваизнера у првој трци, али у неким изворима стоји да је учествовао у посади koja је дисквалификована  Архивирано на веб-сајту  (19. јул 2011)(језик: пољски)  (језик: енглески)

### Мачевање
Учествовала су два такмичар, али без значајнијег резултата.
| Спортита       | Дисциплина | Први круг   | Четвртфинале     | Полуфинале       | Финале           | Пласман |
| Спортита       | Дисциплина | Место       | Место            | Место            | Место            | Пласман |
| -------------- | ---------- | ----------- | ---------------- | ---------------- | ---------------- | ------- |
| Вили Зулзбахер | Мач        | 3 у групи Д | Није се пласирао | Није се пласирао | Није се пласирао | 35-104  |
| Алфонс Шене    | Сабља      | 5-6 у групи |                  | Није се пласирао | Није се пласирао | 19-23   |

### Пливање
У овом спорту представници Немачке су освојили најсјасније медаље. Од 6 пливача само један није освојио медаљу, а најбољи је био Ернст Хопенберг са 2 златне медаље, једну у појединачној, а другу у екипној конкуренцији.
| Такмичар        | Дисциплина     | Полуфинале | Полуфинале | Финале   | Финале |
| Такмичар        | Дисциплина     | Резултат   | Место      | Резултат | Место  |
| --------------- | -------------- | ---------- | ---------- | -------- | ------ |
| Јулиус Фреј     | 200. слободно  | 2:50,4     | 3. у ПФ 1  | 2:58,2   | 8      |
| Макс Хајнле     | 1.000 слободно | 15:54,0    | 1. у ПФ 4  | 15:22,6  | 4      |
| Ернст Хопенберг | 200 леђно      | 2:54,4     | 1. у ПФ 1  | 2:47,0   | 1      |

Систем такмичења је био такав да су се за укупан резултат рачунала дужина прероњене стазе и време колико је роњење трајало. За метар дужине добијала су се два, а за секунду боравка под водом један поен. Збир добијених поена је био је коначан резултат појединог такмичара.
| Такмичар   | Дисциплина  | Секунда | Метар | Резултат | Пласман |
| ---------- | ----------- | ------- | ----- | -------- | ------- |
| Ханс Аниол | 60 м роњење | 30,0    | 36,95 | 103,9    | 6       |

| Екипа                         | Дисциплина                                                               | Резултат пој. | Резултат пој.                        | Резултат пој. | Резултат укуп. | Резултат укуп. |
| Екипа                         | Дисциплина                                                               | Результат     | Место                                | Бодови        | Бодови         | Место          |
| ----------------------------- | ------------------------------------------------------------------------ | ------------- | ------------------------------------ | ------------- | -------------- | -------------- |
| Немачки пливачки савез Берлин | Ернст Хопенберг Макс Хајнле Јулиус Фреј Макс Шене Херберт фон Петерсдорф | 200 м екипно  | 2:22,4 2:36,0 2:42,0 2:55,0 Није ст. | 1 2 4 6 20    | 33 поена       | 1              |

### Рагби
Немачка је била једна од три екипе које су се такмичиле на првом рагби турниру на Летњим олимпијским играма. Изгубила је само једну утакмицу, против Француске. Није играла против Уједињеног Краљевства јер се пре те утакмицу знао победник турнира па су они и Немци освојили сребро а да нису одиграли утакмицу за друго место.
Сатав екипе
- Алберт Амрајн,
- Хуго Бетинг,
- Јакоб Херман,
- Вили Хофмајстер,
- Херман Кројцер,
- Арнолд Ландфоикт,
- Ханс Лаче,
- Ерих Лудвиг,
- Рихард Лудвиг,
- Фриц Милер,
- Едуард Попе,
- Хајнрих Рајц,
- Аугуст Шмирер,
- Адолф Штокхаузен,
- Георг Вендерот

| Датум       | Победник  | Резултат     | Поражени        |
| ----------- | --------- | ------------ | --------------- |
| 14. октобар | Француска | 27:17 (14:5) | Немачко царство |

### Ватерполо
| Екипа | Четвртфинале             | Полуфинале       | Финале           | Пласман |
| --- | ------------------------ | ---------------- | ---------------- | ------- |
| Берлински пливачки клуб „Видра“ Ханс Аниол, Паул Гебауер, Макс Хајнле, Георг Хакс, Густав Лексау, Херберт фон Петерсдорф , Фриц Шнајдер | Француска 2:3 (0:2, 1:1) | Није се пласирао | Није се пласирао | 5-7     |

### Веслање
Такмичење је одвијало у 4 дисциплине, али је подељено пет комплета медаља Немачка је у веслању учествовала са 21 веслачем. Ово је спорт у којем су немачки веслачи освојили највише медаља за Немачку 1 златну и две бронзане.
| Дисциплина             | Посада | Полуфинале | Полуфинале | Финале   | Финале |
| Дисциплина             | Посада | Резултат   | Место      | Резултат | Место  |
| ---------------------- | --- | ---------- | ---------- | -------- | ------ |
| Четверац са кормиларом | Густав Гослер, Оскар Гослер, Валтер Каценштајн, Валдемар Титгенс, Карл Гослер (кор)                                                                         | 5:56,2     | 1 у ПФ 3   | 5:59,0   | 1 Ф А  |
| Четверац са кормиларом | Ернст Феле, Ото Фикајзен, Карл Леле, Херман Вилкер, Франц Креверат (кор.)                                                                                   | 6:14,0     | 1 у ПФ 1   | 6:05,0   | 3 Ф А  |
| Четверац са кормиларом | Вилхелм Карстенс, Јулијус Кернер, Адолф Мелер, Хуго Ристер, Густав Моц (кор ПФ) Макс Амерман (кор Ф)                                                        | 6:03,0     | 3          | 7:18,2   | 3 Ф Б  |
| осмерац                | Густав Гослер, Оскар Гослер, Ернст Јенкел, Едгар Каценштајн, Валтер Каценштајн, Теодор Лаурецари, Валдемар Титгенс, Артур Варнке, Александер Глајхман (кор) | 5:04,8     | 3          | 6:33,0   | 4      |